# Приједорско поље
Приједорско поље је географска област на подручју северозападног дела Босне и Херцеговине у којем је смештен град Приједор. 
На северу га ограничава масив Козаре, на југу се шири преко леве обале реке Сане до пред Сански Мост, док га на западу ограничава село Благај. Источна граница му је пред Омарском. Надморска висина се креће између 135 и 170 m.